# Dance Again World Tour
Dance Again World Tour (também conhecida simplesmente como Dance Again) foi a primeira turnê mundial de Jennifer Lopez desde que começou sua carreira de cantora. A turnê visitou a diversos países da América do Norte, América Central, América do Sul, Ásia, Europa e Oceania. Começou em 14 de junho de 2012 na Cidade do Panamá, e se encerrou em 03 de fevereiro de 2013 em Osaka. A última apresentação deveria ter sido em San Juan, em Porto Rico, porém em fevereiro de 2013, Jennifer apresentou pela última vez o show em Osaka, Japão. A turnê foi um grande sucesso, arrecadando mais de 52,6 milhões dólares nas bilheterias. Foi classificado como a décima terceira turnê de maior bilheteria do ano, a partir de seus encontros internacionais sozinhos. A turnê também recebeu críticas positivas, a maioria elogiando Lopez em suas coreografias, voz, e físico. O show foi descrito como uma "explosão" de cor e som, que provou a capacidade vocal de Lopez, ao mesmo tempo mantendo-se fiel à sua humilde personalidade de "Jenny from the Block". Em alguns países o show teve parceria com o cantor espanhol Enrique Iglesias e a dupla porto-riquenha Wisin y Yandel. 

## Antecedentes e desenvolvimento

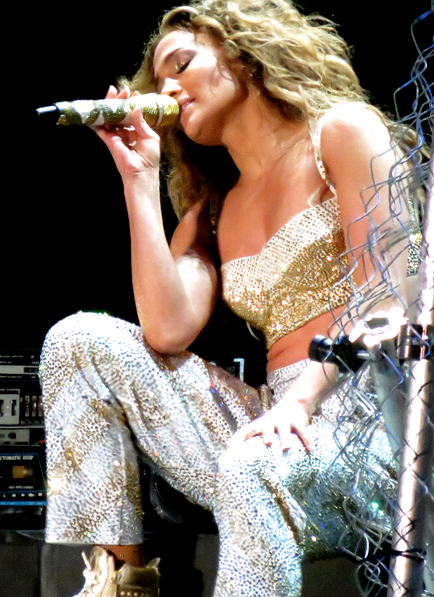
Jennifer Lopez performando "All I Have" em show no Rio de Janeiro.

Em 2001, após fazer dois conceitos de "Let's Get Loud", Lopez anunciou que gostaria de entrar em turnê em 2002, no entanto, este plano não se concretizou. Em janeiro de 2005, Jennifer Lopez revelou em entrevista que estava planejando uma turnê para apoiar o seu quarto álbum de estúdio, "Rebirth". No entanto, os detalhes de uma turnê nunca foram revelados naquela época. Apenas em maio de 2011, Jennifer anunciou planos para lançar uma turnê em apoio do seu sétimo álbum de estúdio, "Love?" . J-Lo afirmou que: "Meus fãs esperaram muito tempo para isso... Nós realmente queremos fazer uma turnê pelo menos uma vez na minha vida". 
Após visitar o Brasil, em março de 2012, Jennifer anunciou que voltaria ao país em junho para realizas shows no programa "O Melhor do Brasil", apresentado por Rodrigo Faro. Após essa confirmação, foram revelados shows no Chile e na Venezuela.
Vários sites começaram a noticiar sobre uma grande turnê mundial da cantora, com shows na Ásia, Europa, América do Sul e América do Norte. A revista "Billboard" noticiou que havia planos de uma turnê conjunta com o cantor Enrique Iglesias.
Em abril de 2012, foi anunciada a etapa norte-americana da turnê, com a participação de Iglesias.
Novos shows nos Estados Unidos foram anunciados devido ao sucesso das vendas dos ingressos.
Em maio de 2012 foram anunciadas as datas da turnê na Europa. 
A trajetória norte-americana da turnê, no qual ela coliderou com Enrique Iglesias, Lopez diz: "Eu estava indo para ir em turnê, e ele também. Aí pensei: 'Bem, por que não vamos em turnê juntos?' Sentamos e conversamos sobre isso e as pessoas enlouqueceram com a ideia". J-Lo também opinou que "seria uma turnê a entrar pra história", como nunca tinha havido alguma coisa como esta, onde os latinos se unissem assim, inglês com espanhol!".

## Repertório
Bloco 1
- "Never Gonna Give Up" (Video Introduction)
  1. "Get Right"
  2. "Love Don't Cost a Thing"
  3. "I'm Into You"
  4. "Waiting for Tonight" (Hex's Momentous Radio Mix)

Bloco 2
- Boxing Fight (Performance Interlude) - (Remix de "Louboutins")
  1. "Goin' In"
  2. Bronx Medley:

1. 1. "I'm Real (Murder Remix)"
  2. "All I Have"
  3. "Feelin' So Good"
  4. "Ain't It Funny (Murder Remix)"

- 1. "Jenny from the Block"

Bloco 3
- Medley: "Starting Over" / "I'm Glad" / "Secretly" (Video Interlude)
  1. "If You Had My Love" (Versão Acústica)
  2. "Until It Beats No More"
  3. "Qué Hiciste"

Bloco 4
- "Baby I Love U!" (Video Interlude)
  1. "Do It Well"
  2. "Whatever You Wanna Do"
  3. "Hold It Don't Drop It"
  4. "Let's Get Loud"
  5. "Papi"
  6. "On the Floor"

Encore
- 1. "Dance Again"

Bloco 1
- "Never Gonna Give Up" (Video Introduction)
  1. "Get Right"
  2. "Love Don't Cost a Thing"
  3. "I'm Into You"
  4. "Waiting for Tonight" (Hex's Momentous Radio Mix)

Bloco 2
- Boxing Fight (Performance Interlude) - (Remix de "Louboutins")
  1. "Goin' In"
  2. Bronx Medley:

1. 1. "I'm Real (Murder Remix)"
  2. "All I Have"
  3. "Feelin' So Good"
  4. "Ain't It Funny (Murder Remix)"

- 1. "Jenny from the Block"

Bloco 3
- "Baby I Love U!" (Video Interlude)
  1. "Do It Well"
  2. "Hold It Don't Drop It"

Bloco 4
- Medley: "Brave" / "I'm Glad" / "Secretly" (Video Interlude)
  1. "If You Had My Love" (Versão Acústica)
  2. "Qué Hiciste"
  3. "Until It Beats No More"

Bloco 5
- Band Interlude
  1. "Let's Get Loud"
  2. "Papi"
  3. "On the Floor" (Contém fragmentos de "Chorando Se Foi")

Encore
- 1. "Dance Again"

Bloco 1
- "Never Gonna Give Up" (Video Introduction)
  1. "Get Right"
  2. "Love Don't Cost a Thing"
  3. "I'm Into You"
  4. "Waiting for Tonight" (Contém fragmentos de "Waiting for Tonight - Hex's Momentous Radio Mix)

Bloco 2
- Boxing Fight (Performance Interlude) - (Remix de "Louboutins")
  1. Medley:

1. 1. "I'm Real (Murder Remix)"
  2. "All I Have"
  3. "Ain't It Funny (Murder Remix)"

- 1. "Jenny from the Block"

Bloco 3
- "Baby I Love U!" (Video Interlude)
  1. "Hold It Don't Drop It"
  2. "If You Had My Love" (Versão Acústica)
  3. "No Me Queda Mas" (Selena Cover)
  4. "Until It Beats No More"

Bloco 4
- 1. "Let's Get Loud"
  2. "Papi"
  3. "On the Floor"

Encore
- 1. "Dance Again"

### Observações
- "Follow the Leader": foi performada logo após o "bis" Dance Again com a dupla Wisin y Yandel no dia 16 de junho de 2012 em Caracas, Venezuela.
- "Whatever You Wanna Do": foi performada pela última vez no dia 21 de junho de 2012 em Buenos Aires na Argentina. A partir dali ela foi excluída do setlist.
- "Love Don't Cost a Thing", "I'm Into You", "Waiting for Tonight" e "Goin' In": não foram performadas no show do dia 01 de julho em Recife, Brasil. Devido a forte chuva que caiu no local, o primeiro bloco foi praticamente cortado. O show começou com Get Right, que foi sucedida pelo bloco com o medley de músicas do Bronx e posteriormente Jenny from the Block. Além disso, o figurino e a ordem das músicas foram trocadas.
- "Waiting for Tonight": a partir do show em Montreal, no Canadá, dia 14 de julho de 2012 a música foi apresentada com a inserção da versão original no remix. Anteriormente era cantada apenas a versão remix.
- "Feelin' So Good", "Do It Well" e "Qué Hiciste": foram excluídas do setlist a partir de 01 de julho em Recife. Posteriormente só foi performada em 04 de outubro de 2012 em Lisboa, Portugal para um show exclusivo para 1.500 fãs.
- "No Me Queda Mas": foi adicionada ao setlist em 20 de julho de 2012 no show realizado em Newark, Estados Unidos. Lopez canta essa música após a versão acústica de If You Had My Love. Jennifer canta em homenagem à cantora Selena.
- "On the Floor": Em todos os shows do Brasil e de Portugal, Jennifer cantou em português a música "Chorando Se Foi" como introdução de "On the Floor". Em outros países Jennifer canta a introdução em espanhol.

## Bandas de abertura
- Wisin y Yandel (Caracas)
- Banda Cine (Rio de Janeiro)
- Kelly Clarkson (São Paulo)
- Michel Teló (São Paulo)

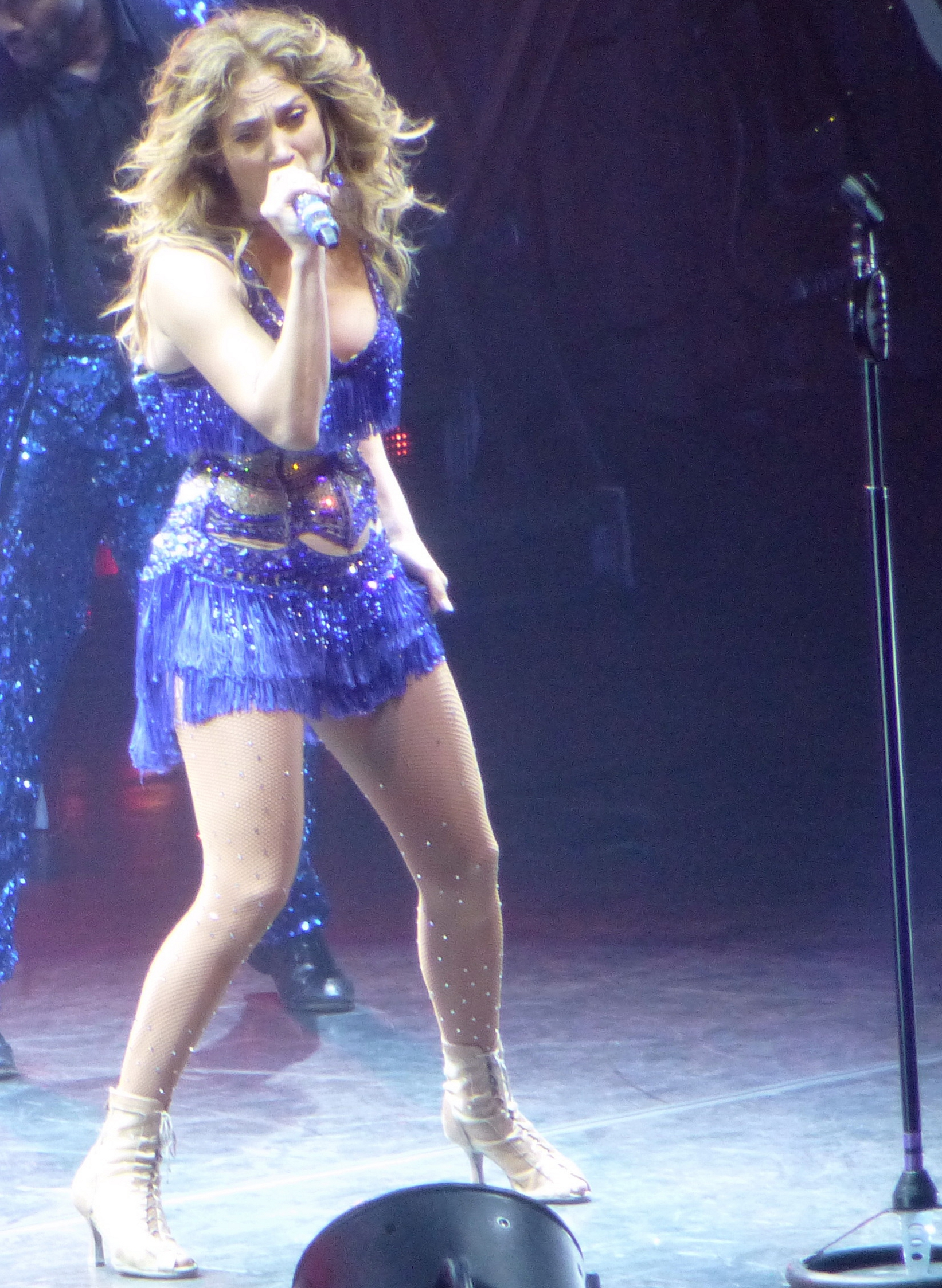
Jennifer Lopez performando "Hold It Don't Drop It" em Paris

- Cobra Starship (Rio de Janeiro e São Paulo)
- Ivete Sangalo (Fortaleza e Recife)
- DJ Toddy Flores (Canadá)
- Frankie J (Estados Undios)
- Starshell (Anaheim e Miami)

## Recepção comercial
O show de Jennifer Lopez em Manila, Filipinas esgotaram totalmente, e de acordo com Manila Times, o público teve de suportar um trânsito caótico para chegar ao local. Na Austrália, apenas alguns ingressos "meet & greet" foram disponibilizados para venda e se esgotaram rapidamente. Seus ingressos para a apresentação em Dubai se esgotaram em horas. Sally Edwards diretor do Dubai Calender disse que Jennifer "mostrou o motivo de ser nomeada uma celebridade internacional poderosa pela revista Forbes" e que o show foi um sucesso esmagador. Seu show em Zurique, na Suíça, arrecadou $ 1,142,530 com 10.400 bilhetes vendidos.

## Sinopse

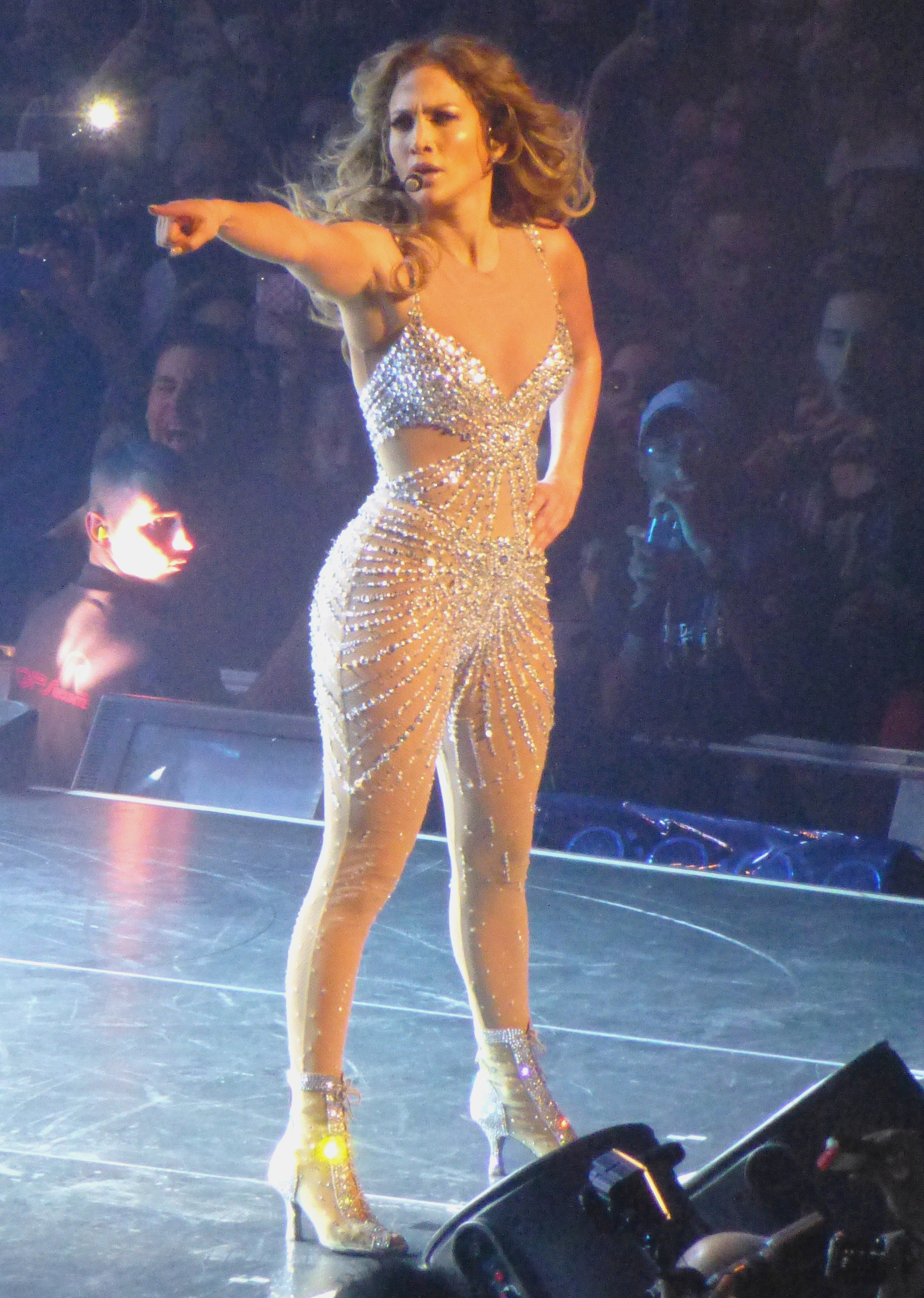
Jennifer Lopez performando "Waiting for Tonight".

"Dance Again World Tour" é dividida em 5 blocos. O primeiro gira em torno do antigo glamour de Hollywood. Uma grande cortina com a logomarca "J-Lo" preenche o palco. Um grupo de homens com cartolas puxam o pano que caem e antes realizam uma sequência musical. O show começa com um vídeo baseado nos bastidores da Broadway com a música "Never Gonna Give Up". Jennifer Lopez surge fazendo sua entrada glamurosa com uma saia longa de penas. Ela rasga essa saia, revelando um belo catsuit brilhando. Saudando a multidão, J.Lo diz: "Hello Lovers! Let's get it!" e começa a performar "Get Right" repleto de fogos, cores e muito glamour. Logo após, a entra a música "Love Don't Cost a Thing" (um dos maiores sucessos de Jennifer), antes de parar para saudar o público novamente. Ela retoma o show com "I'm Into You" onde o rapper Lil Wayne faz sua participação no telão e depois "Waiting for Tonight", onde surge uma plataforma móvel branco onde Jennifer dança com muita sensualidade. O segundo ato do show é dedicado às raízes de Jennifer no Bronx e ao hip-hop. Ele inclui um medley, coreografado por Parris Goebel. O ato começa com um vídeo mostrando uma partida de boxe para a música "Louboutins". Surge um ringue de boxe e logo após Jennifer com uma capa preta canta "Goin' In". Depois disso, o "Medley Back-to-Bronx"  começa. Ela é vista usando um boné de prata aba reta e canta "I'm Real, "All I Have", "Ain't It Funny" e fecha triunfalmente com o hit "Jenny from the Block". Rachael Wheeler do Daily Mirror disse: "Assistindo o show foi como voltar a minha adolescência". Surge então uma clipe gravado especialmente para a turnê: Jennifer e seu namorado e coreográfico Casper Smart encenam com muito romantismo "Baby I Love U!", que é interrompida para o momento funk de "Hold It Don't Drop It". Um medley de "Secretly", "I'm Glad" e "Starting Over" preenchem um pequeno intervalo, onde Jennifer volta para cantar em versão acústica o sucesso "If You Had My Love". e, em seguida, uma performance comovente de "Until It Beat No More", enquanto um slide de vídeo com imagens e vídeos dela e seus filhos preenchem o telão. Em ambas as canções, ela usa um vestido azul-turquesa fluindo e se deleita com "luz púrpura e fumaça". O quarto ato é baseado em torno de um tema de festa. Lopez volta ao palco vestindo um smoking preto brilhante com babados rosas. Ela segue o show com "Let's Get Loud". Rodeada de plumas, ela arranca a roupa ficando apenas com um mini-vestido vermelho onde leva o público ao delírio com seus bailarinos arrancando a roupa em "Papi". O bloco é finalizado em ritmo de balada com o explosivo sucesso "On the Floor" produzido por RedOne e tendo participação no telão do rapper Pitbull. O bis do show é o hit "Dance Again", onde o namorado de Jennifer, Casper Smart faz uma coreografia com a cantora no break da canção.

## Parcerias internacionais
Inicialmente, a dupla de porto-riquenha Wisin y Yandel também foi escalada para participar da turnê conjunta de Jennifer Lopez e Enrique Iglesias como banda de abertura, mas amigavelmente a dupla saiu devido a "problemas insolúveis". Eles lançaram um comunicado: "Nossas sinceras desculpas aos nossos fãs por termos saído... Desejamos à Jennifer e Enrique, uma grande tour". Imediatamente após a sua anúncio, fãs de Wisin y Yandel levou para sites de redes sociais Twitter e Facebook frases expressando o seu descontentamento sobre a saída da dupla. Um fã ainda comentou on-line afirmando: "Eu só gostaria de receber o meu dinheiro de volta! Comprei os ingressos só para ver Wisin & Yandel". Frankie J. foi então nomeado o substituto da dupla. Ele disse: "Eu estou super animado para se juntar Enrique e Jennifer nesta aventura. Eles são superstars globais e estou honrado que eles me convidaram para fazer parte dessa turnê". Jennifer entrou em estrada com Enrique Iglesias nos países da América do Norte e depois fez apresentações em um concerto com a dupla Wisin y Yandel em San Juan, Porto Rico.
- Dance Again World Tour com Jennifer Lopez (Solo internacional)
- Enrique Iglesias & Jennifer Lopez: Summer Tour (participação especial de Frankie J.)
- Follow the Leader: El Concierto (com Jennifer Lopez e a dupla Wisin y Yeandel)

## Dance Again 3D: O Filme
A turnê "Dance Again" foi filmada em 3D em Lisboa nos dias 04 e 05 de outubro. O produtor do filme, Simon Fields, descreveu-o como um documentário de "alta energia" já que terá combinações com conteúdo documentarista. Um exemplo disso serão as reflexões de Jennifer depois de seu divórcio com Marc Anthony com quem foi casada e teve seu casal de filhos. Até agora não há uma data certa para o lançamento de Dance Again 3D: O Filme.

## Datas
| Datas                                   | Cidade           | País                   | Local                          |
| --------------------------------------- | ---------------- | ---------------------- | ------------------------------ |
| América Central                         |                  |                        |                                |
| 14 de junho de 2012                     | Cidade do Panamá | Panamá                 | Figali Convention Center       |
| América do Sul                          |                  |                        |                                |
| 16 de junho de 2012                     | Caracas          | Venezuela              | Estádio USB                    |
| 19 de junho de 2012                     | Santiago         | Chile                  | Movistar Arena                 |
| 21 de junho de 2012                     | Buenos Aires     | Argentina              | Estádio GEBA                   |
| 23 de junho de 2012                     | São Paulo        | Brasil                 | Arena Anhembi[A]               |
| 27 de junho de 2012                     | Rio de Janeiro   | Brasil                 | HSBC Arena[A]                  |
| 30 de junho de 2012                     | Fortaleza        | Brasil                 | Centro de Eventos do Ceará [B] |
| 1 de julho de 2012                      | Recife           | Brasil                 | Centro de Convenções[B]        |
| América do Norte (com Enrique Iglesias) |                  |                        |                                |
| 14 de julho de 2012                     | Montreal         | Canadá                 | Bell Centre                    |
| 15 de julho de 2012                     | Montreal         | Canadá                 | Bell Centre                    |
| 17 de julho de 2012                     | Toronto          | Canadá                 | Air Canada Centre              |
| 18 de julho de 2012                     | Toronto          | Canadá                 | Air Canada Centre              |
| 20 de julho de 2012                     | Newark           | Estados Unidos         | Prudential Center              |
| 21 de julho de 2012                     | Newark           | Estados Unidos         | Prudential Center              |
| 25 de julho de 2012                     | Boston           | Estados Unidos         | TD Garden                      |
| 26 de julho de 2012                     | Uncasville       | Estados Unidos         | Mohegan Sun Arena              |
| 28 de julho de 2012                     | Washington       | Estados Unidos         | Verizon Center                 |
| 29 de julho de 2012                     | Atlantic City    | Estados Unidos         | Boardwalk Hall                 |
| 1 de agosto de 2012                     | Minneapolis      | Estados Unidos         | Target Center                  |
| 3 de agosto de 2012                     | Chicago          | Estados Unidos         | United Center                  |
| 4 de agosto de 2012                     | Kansas City      | Estados Unidos         | Sprint Center                  |
| 8 de agosto de 2012                     | San Jose         | Estados Unidos         | HP Pavilion                    |
| 11 de agosto de 2012                    | Anaheim          | Estados Unidos         | Honda Center                   |
| 16 de agosto de 2012                    | Los Angeles      | Estados Unidos         | Staples Center                 |
| 17 de agosto de 2012                    | Los Angeles      | Estados Unidos         | Staples Center                 |
| 18 de agosto de 2012                    | Las Vegas        | Estados Unidos         | Mandalay Bay                   |
| 23 de agosto de 2012                    | San Antonio      | Estados Unidos         | AT&T Center                    |
| 25 de agosto de 2012                    | Dallas           | Estados Unidos         | American Airlines Center       |
| 26 de agosto de 2012                    | Houston          | Estados Unidos         | Toyota Center                  |
| 29 de agosto de 2012                    | Atlanta          | Estados Unidos         | Philips Arena                  |
| 31 de agosto de 2012                    | Miami            | Estados Unidos         | AmericanAirlines Arena         |
| 1 de setembro de 2012                   | Miami            | Estados Unidos         | AmericanAirlines Arena         |
| Europa                                  |                  |                        |                                |
| 22 de setembro de 2012                  | Baku             | Azerbaijão             | Estádio Tofik Bakhramov[C]     |
| 23 de setembro de 2012                  | Baku             | Azerbaijão             | Crystal Hall                   |
| 25 de setembro de 2012                  | Minsk            | Bielorrússia           | Minsk Arena                    |
| 27 de setembro de 2012                  | Gdańsk           | Polónia                | PGE Arena                      |
| 4 de outubro de 2012                    | Lisboa           | Portugal               | Pavilhão Atlântico[D]          |
| 5 de outubro de 2012                    | Lisboa           | Portugal               | Pavilhão Atlântico[D]          |
| 7 de outubro de 2012                    | Madrid           | Espanha                | Palácio de los Deportes        |
| 10 de outubro de 2012                   | Zurique          | Suíça                  | Hallenstadion                  |
| 11 de outubro de 2012                   | Bologna          | Itália                 | Unipol Arena                   |
| 13 de outubro de 2012                   | Berlim           | Alemanha               | O2 World                       |
| 14 de outubro de 2012                   | Antwerp          | Bélgica                | Sportpaleis                    |
| 16 de outubro de 2012                   | Paris            | França                 | Palais Omnisports de Paris     |
| 17 de outubro de 2012                   | Metz             | França                 | Galáxie Amnéville              |
| 19 de outubro de 2012                   | Dublin           | Irlanda                | The O2                         |
| 22 de outubro de 2012                   | Londres          | Inglaterra             | The O2 Arena                   |
| 25 de outubro de 2012                   | Munique          | Alemanha               | Olympiahalle                   |
| 26 de outubro de 2012                   | Praga            | Chéquia                | O2 Arena                       |
| 28 de outubro de 2012                   | Hamburgo         | Alemanha               | O2 World                       |
| 29 de outubro de 2012                   | Rotterdam        | Países Baixos          | Ahoy Rotterdam                 |
| 31 de outubro de 2012                   | Oberhausen       | Alemanha               | König Pilsener Arena           |
| 3 de novembro de 2012                   | Copenhagen       | Dinamarca              | Forum Copenhagen               |
| 5 de novembro de 2012                   | Estocolmo        | Suécia                 | Ericsson Globe                 |
| 7 de novembro de 2012                   | Helsinki         | Finlândia              | Hartwall Arena                 |
| 8 de novembro de 2012                   | São Petersburgo  | Rússia                 | Ice Palace Arena               |
| 10 de novembro de 2012                  | Moscow           | Rússia                 | Crocus City Hall               |
| 11 de novembro de 2012                  | Moscow           | Rússia                 | Crocus City Hall               |
| 13 de novembro de 2012                  | Kiev             | Ucrânia                | Palace of Sports               |
| 14 de novembro de 2012                  | Istanbul         | Turquia                | Atakoy Athletic Arena          |
| 16 de novembro de 2012                  | Istanbul         | Turquia                | Ulker Sports Arena             |
| 17 de novembro de 2012                  | Istanbul         | Turquia                | Ulker Sports Arena             |
| 18 de novembro de 2012                  | Sófia            | Bulgária               | Armeets Arena                  |
| 20 de novembro de 2012                  | Belgrado         | Sérvia                 | Belgrade Arena                 |
| Ásia                                    |                  |                        |                                |
| 22 de novembro de 2012                  | Dubai            | Emirados Árabes Unidos | Dubai Festival City            |
| 24 de novembro de 2012                  | Xangai           | China                  | Mercedes Benz Arena            |
| 26 de novembro de 2012                  | Manila           | Filipinas              | SM Mall of Asia Arena          |
| 28 de novembro de 2012                  | Hong Kong        | Hong Kong              | Asia World Arena               |
| 30 de novembro de 2012                  | Jakarta          | Indonésia              | MEIS Arena                     |
| 2 de dezembro de 2012                   | Kuala Lumpur     | Malásia                | Estádio Merdeka                |
| Oceania                                 |                  |                        |                                |
| 6 de dezembro de 2012                   | Perth            | Austrália              | Perth Arena                    |
| 9 de dezembro de 2012                   | Adelaide         | Austrália              | Adelaide Entertainment Centre  |
| 11 de dezembro de 2012                  | Melbourne        | Austrália              | Rod Laver Arena                |
| 12 de dezembro de 2012                  | Melbourne        | Austrália              | Rod Laver Arena                |
| 14 de dezembro de 2012                  | Sydney           | Austrália              | Allphones Arena                |
| 15 de dezembro de 2012                  | Sydney           | Austrália              | Allphones Arena                |
| 18 de dezembro de 2012                  | Brisbane         | Austrália              | Brisbane Entertainment Centre  |
| América do Norte (com Wisin y Yandel)   |                  |                        |                                |
| 21 de dezembro de 2012                  | San Juan         | Porto Rico             | Coliseu José Miguel Agrelot    |
| 22 de dezembro de 2012                  | San Juan         | Porto Rico             | Coliseu José Miguel Agrelot    |

### Observações
A Esses concertos fazem parte do "Pop Music Festival"
B Esses concertos fazem parte do "Arte Music Festival"
C Este concerto faz parte do "2012 FIFA U-17 Women's World Cup"
D Estes concertos foram gravados para o documentário "Dance Again 3D", sendo o primeiro exclusivo para 1.500 fãs

### Cancelamentos
| Data                   | Cidade          | País           | Local            | Observação                     |
| ---------------------- | --------------- | -------------- | ---------------- | ------------------------------ |
| 12 de agosto de 2012   | Anaheim         | Estados Unidos | Honda Center     | Cancelado                      |
| 2 de setembro de 2012  | Orlando         | Estados Unidos | Amway Center     | Cancelado                      |
| 8 de novembro de 2012  | São Petersburgo | Rússia         | SKK Peterburgsky | Movido para a Ice Palace Arena |
| 23 de outubro de 2012  | Manchester      | Inglaterra     | Manchester Arena | Cancelado                      |
| 14 de novembro de 2012 | Bucareste       | Roménia        | Romexpo          | Cancelado                      |

### Arrecadação
| Local                      | Cidade                                                       | Ingressos vendidos / Disponíveis | Valor arrecadado |
| -------------------------- | ------------------------------------------------------------ | -------------------------------- | ---------------- |
| Estádio USB                | Caracas                                                      | 4.858 / 6.600 (73%)              | $1.748.020       |
| Centro de Eventos          | Fortaleza                                                    | 13.266 / 15.000 (88%)            | $1.178.300       |
| Centro de Convenções       | Recife                                                       | 7.086 / 10.000 (70%)             | $529.472         |
| Bell Centre                | Montreal                                                     | 26.912 / 26.912 (100%)           | $2.324.561       |
| Air Canada Centre          | Toronto                                                      | 27.413 / 27.413 (100%)           | $2.412.155       |
| Prudential Center          | Newark (Nova Jérsia)\|align="center"\|21.147 / 21.147 (100%) | $1.325.295                       |                  |
| TD Garden                  | Boston                                                       | 10.416 /10.416 (100%)            | $794.276         |
| Mohegan Sun Arena          | Uncasville                                                   | 7.169 / 7.169 (100%              | $444.732         |
| Verizon Center             | Washington                                                   | 11.555 / 11.555 (100%)           | $983.007         |
| Boardwalk Hall             | Atlantic City                                                | 11.220 / 11.220 (100%)           | $760.973         |
| Target Center              | Minneapolis                                                  | 6.458 / 6.458 (100%)             | $478.405         |
| United Center              | Chicago                                                      | 12.403 / 12.403 (100%)           | $1.079.842       |
| Sprint Center              | Kansas City                                                  | 7.177 / 7.177 (100%)             | $360.355         |
| HP Pavillion               | San Jose                                                     | 11.590 / 11.590 (100%)           | $927.022         |
| Honda Center               | Anaheim                                                      | 11.021 / 11.021 (100%)           | $904.553         |
| Staples Center             | Los Angeles                                                  | 26.356 / 26.356 (100%)           | $2.016.192       |
| Mandalay Bay Events Center | Las Vegas                                                    | 8.066 / 8.066 (100%)             | $1.223.438       |
| AT&T Center                | San Antonio                                                  | 12.149 / 12.149 (100%)           | $881.913         |
| American Airlines Center   | Dallas                                                       | 10.977 / 10.977 (100%)           | $912.710         |
| Toyota Center              | Houston                                                      | 10.510 / 10.510 (100%)           | $865.460         |
| Philips Arena              | Atlanta                                                      | 9.202 / 10.225 (90%)             | $516.543         |
| American Airlines Arena    | Miami                                                        | 23.906 / 23.906 (100%)           | $1.985.396       |
| Pavilhão Atlântico         | Lisboa                                                       | 19.500 / 19.500 (100%)           | $1.003.655       |
| Total                      | Total                                                        | 310.357 / 317.770 (98%)          | $24.652.620      |